# Каракара аргентинська
Каракара аргентинська (Caracara plancus) — хижий птах родини соколових (Falconidae), один з двох сучасних видів каракари (Caracara). Раніше до виду також як підвиди включалася північна каракара (C. cheriway) поширена на півдні США, в Центральній та на півночі Південної Америки, та вимерла гваделупська каракара (C. lutosa). У сучасному визначенні південна каракара поширена виключно в центральній та південній частинах Південної Америки.
Довжина тіла птаха 50-65 см, розмах крил близько 120 см. Особини з помірного півдня зазвичай більші, ніж з тропічної півночі ареалу. Голова, живіт, ноги і більша частина крил коричнюваті, райони вух, горло і карк бежеві, грудь, шия, мантія, криюче верхньої частини крил, навколоклоачна область і базальні частини хвоста світло-коричневі. В польоті на крилах проявляється світлий малюнок. Ноги жовті, шкіра від жовтої до червонуватої. Молоді птахи тьмяніші, із смугами на грудях, шиї та спині, сірими ногами, білуватою шкірою обличчя.
Від інших каракар птах відрізняється інтенсивнішими смугами на грудях, світло-коричневими лопатками, світлішою нижньою частиною спини з темними смужками. Інколи зустрічаються особини із змішаними ознаками, але схрещування між видами на півночі Бразилії дуже обмежене.
Будує великі гнізда на деревах або землі. Початок розмноження в листопаді. У кладці 2-3 яйця кремового кольору з червоно-бурими плямами. Висиджують кладку обидва батьки. Пташенята залишають гніздо через 3 місяці після вилуплення.
Їжею переважно слугує падаль. Крім того, птах полює на комах і дрібних ссавців, жаб і ящірок, часто відбирає здобич у інших хижих птахів.